# Paznokieć wrastający
Paznokieć wrastający (łac. Unguis incarnatus lub Onychocryptosis) – stan chorobowy, w którym na skutek ucisku zdeformowanej płytki paznokcia dochodzi do przerwania ciągłości naskórka tkanek otaczających oraz wbicia się jej bocznych części w wał paznokciowy. Wrastanie paznokci dotyczy najczęściej paznokcia palucha stopy, choć może dotyczyć również pozostałych palców stóp oraz dłoni. Problem wrastających paznokci obejmuje osoby w każdym wieku. Ból o różnym nasileniu powodujący dyskomfort, może prowadzić do utrudnionego poruszania się i funkcjonowania.

## Opis
Zjawisko wrastającego paznokcia definiowane jest jako proces, w którym płytka paznokcia zmieniając swój tor wzrostu uszkodziła tkankę miękką wału paznokciowego. Może mieć charakter ostry oraz przewlekły. Ponadto charakteryzuje się obecnością stanu zapalnego. Zespół chorobowy zwany paznokciem wrastającym może mieć różne nasilenie, stąd wyróżnia się następujące etapy wrastania paznokcia:
Stopień I – objawy: stan zapalny oraz opuchlizna, zaczerwienienie i ból przy ucisku
Stopień II – objawy: stan zapalny, któremu towarzyszy wysięk surowiczy, wystąpić może także infekcja wraz z wysiękiem ropowiczym, odczuwalna bardzo silna bolesność 
Stopień III – objawy: obecność hipergranulacji (łac. Caro luxurians), może dochodzić do krwawienia 
Wyróżnia się także klasyfikację Scholza:
Stadium 1A – płytka paznokciowa wrasta z jednej strony i nie daje odczynu zapalnego; 
Stadium 1B – płytka paznokciowa wrasta obustronnie bez objawów zapalnych;
Stadium 2A – paznokieć wrasta jednostronnie i występuje zapalenie wału paznokciowego (par onychia);
Stadium 2B – paznokieć wrasta obustronnie z objawami stanu zapalnego wału paznokciowego;
Stadium 3A – jednostronne wrastanie paznokcia z objawami ropnego zapalenia wału paznokciowego;
Stadium 3B – wrastanie obustronne płytki paznokciowej z ropnym stanem zapalnym wałów paznokciowych;
Stadium 4A – paznokieć wrasta jednostronnie, występuje paronychia i  nadmiernie wybujała ziarnina z silną bolesnością;
Stadium 4B – paznokieć wrasta obustronnie z objawami par onychii i hypergranulacji (z łac. Caro luxurians), znaczne nasilenie dolegliwości bólowych;
Stadium 5A – stan po operacyjnym leczeniu wrastającej płytki paznokciowej, ale ponownie stwierdza się wrastanie paznokcia i nawrót dolegliwości;
Stadium 5B – stan po operacyjnym leczeniu wrastającej płytki paznokciowej, w wale paznokciowym stwierdza się obecność zadry paznokciowej w wyniku niekompletnego wycięcia macierzy, wrastanie zadry paznokciowej powoduje silny ból wału paznokciowego.

## Objawy
W obrazie klinicznym paznokieć wrastający objawia się bolesnością wałów paznokciowych, zaczerwienieniem i obrzękiem, co jest typową oznaką stanu zapalnego, który towarzyszy bocznemu wrastaniu płytki paznokciowej. W zaawansowanym etapie wrastania obserwuje się wysięk surowiczy. Często dochodzi do wtórnych infekcji w obrębie rany powstałej poprzez drażnienie tkanek miękkich przez twardą płytkę. Obecność drobnoustrojów oportunistycznych oraz chorobotwórczych prowadzi do nasilenia objawów stanu zapalnego, wówczas obserwuje się wysięk ropowiczy. Długotrwałe narażenie tkanki wokół paznokcia na ucisk lub wrastanie prowadzi do wystąpienia reakcji obronnych organizmu, manifestującej się hipergranulacją (ziarniną). 

## Przyczyny – patogeneza
Do przyczyn wrastającego paznokcia zalicza się wiele czynników. Wyróżnia się czynniki wewnętrzne oraz zewnętrzne. Do przyczyn wewnątrzpochodnych można zaliczyć uwarunkowania genetyczne dotyczące kształtu oraz zaburzenia wzrostu. Wrastanie paznokci może być następstwem przebiegu chorób kości i stawów, deformacji stóp – głównie w wyniku palucha koślawego (Hallux valgus) oraz palucha sztywnego (Hallux rigidus). Wrastanie paznokci ma również związek ze zmianami w obrębie płytki paznokciowej – zmian jej kształtu spowodowanej nadmierną suchością lub hiperkeratozą płytki (onychogryposis). Przerost bocznych wałów paznokciowych również predysponuje do wrastania paznokci. Unguis incarnatus ma również podłoże w zaburzeniach mikrokrążenia, które towarzyszy wielu chorobom naczyniowym między innymi niewydolności krążenia. Wrastanie paznokci często wiąże się ze znacznym wzrostem wagi, który wpływa na inne ustawienie stopy poprzez zmianę rozkładu nacisku masy ciała. Wraz z otyłością może pojawić się nadpotliwość stóp, która sprzyja maceracjom i mikrourazom, co ściśle powiązane jest z wrastaniem paznokci. 
Jako czynniki zewnątrzpochodne najczęściej wymienia się ciasne obuwie wywierające nacisk na przodostopie, a także obuwie na wysokich obcasach wymuszające nacisk na przodostopie w trakcie chodu. Do najczęstszych przyczyn zewnętrznych zalicza się nieodpowiednie skracanie i nadawanie kształtu wolnego brzegu paznokcia. Zbyt mocne obcinanie paznokci może skutkować wbijaniem się wolnego brzegu i powodować wrastanie od dystalnej części paliczka. Nadawanie paznokciom okrągłego kształtu oraz zbyt mocne wycinanie jego brzegów może prowadzić do najczęściej spotykanego typu wrastania od strony bocznej. Do wrastania paznokcia może dochodzić również w wyniku urazu mechanicznego.

## Występowanie
Choroba ta występuje najczęściej u ludzi młodych (10-30 roku życia), choć może dotyczyć osób w podeszłym wieku oraz niemowląt. Ze względu na różnicę w budowie płytki u osób w różnym wieku proces ten przebiega odmiennie. Wrastanie paznokcia częściej dotyka mężczyzn niż kobiety. Ponadto wrastanie paznokci obserwowane jest często u osób aktywnie uprawiających sport, ze względu na typ obuwia oraz przenoszenie ciężaru ciała na palce, występujące najczęściej przy takich dyscyplinach jak narciarstwo, bieganie, taniec. Podczas uprawiania sportu może dojść także do urazu mechanicznego. Grupą osób narażonych na wrastanie paznokcia są najczęściej osoby młode, aktywne fizycznie, u których w okresie dojrzewania występuje nadpotliwość stóp.

## Konsekwencje
Przebieg choroby może mieć charakter przewlekły z okresami remisji oraz zaostrzenia stanu i powrotu dolegliwości. Wiąże się on z nawykami pielęgnacyjnymi oraz rodzajem leczenia. Do powikłań zalicza się głównie zwłóknienie oraz bliznowacenie rany powodujące zmniejszenie elastyczności tkanek wałów paznokciowych. Wrastanie paznokci może być szczególnie niebezpieczne w przypadku diabetyków oraz osób z niewydolnym układem immunologicznym, czego skutkiem może być amputacja. Uraz tkanki miękkiej powstały w miejscu wrastania paznokcia zwiększa ryzyko infekcji bakteryjnych, wirusowych oraz grzybiczych. Może dojść również do zanokcicy (paronychia), a nawet do martwicy kości palucha. Do najgroźniejszych powikłań w przypadku zakażenia rany w obrębie wrastania może być ropowica będąca zapaleniem tkanki podskórnej, charakteryzująca się szerzeniem na inne tkanki i narządy. Powodem czego może być ich niewydolność. Skutkować może to również zakażeniem krwi, będącym bezpośrednim stanem zagrożenia życia i zdrowia. Niekiedy konieczna jest amputacja kończyn w obrębie, w którym dochodzi do jej rozwoju.

## Profilaktyka
Wrastaniu paznokci można zapobiegać poprzez prawidłowe jego skracanie na prosto, bez zaokrąglania brzegów oraz ich wycinania. Paznokieć nie powinien być skracany zbyt mocno, ponieważ nie spełnia wówczas swojej funkcji ochronnej dla dystalnego paliczka, a jego wolny brzeg może wbijać się w tkankę. Przy skracaniu paznokci należy bezwzględnie unikać wprowadzania ostrza nożyczek w boczne wały, ponieważ może dojść do skaleczenia, będącego wrotami zakażenia dla drobnoustrojów.
Źle dopasowane obuwie może być przyczyną wrastania paznokci, dlatego powinno unikać się zbyt ciasnego obuwia w obrębie palców, które wywierając boczny ucisk prowadzi do zaginania się płytki ku dołowi oraz wciskania jej w boczne wały.
Zbyt dużo wolnego miejsca w bucie np. w przypadku butów sportowych również może przyczynić się nasilania wrastania. W takim obuwiu paznokieć narażony jest na obijanie, co prowadzić może do uszkodzenia mechanicznego, wyszczerbienia lub wykruszenia się jego części, pozostawiając ostrą krawędź, która może kaleczyć wał paznokciowy. Istotny jest też dobór odpowiedniego obuwia sugerowanego dla danej dyscypliny sportu. Należy unikać także obuwia na wysokim obcasie, ponieważ wymusza ono przeniesienie ciężaru na palce stóp, co może powodować ucisk i tarcie od strony plantarnej oraz dystalnej.
Do zachowań profilaktycznych u osób z predyspozycją do wrastania paznokci należy zaliczyć także systematyczne wizyty w gabinecie, w którym wykonywany jest pedicure leczniczy (specjalistyczny).

## Metody leczenia
Wśród metod korekcji płytki paznokciowej wyróżnia się trzy kategorie: metody zabiegowe (chirurgiczne i laserowe), zachowawcze oraz zabiegi ortonyksyjne. Dobór metody zależy głównie od stopnia zaawansowania schorzenia. 

### Metody chirurgiczne

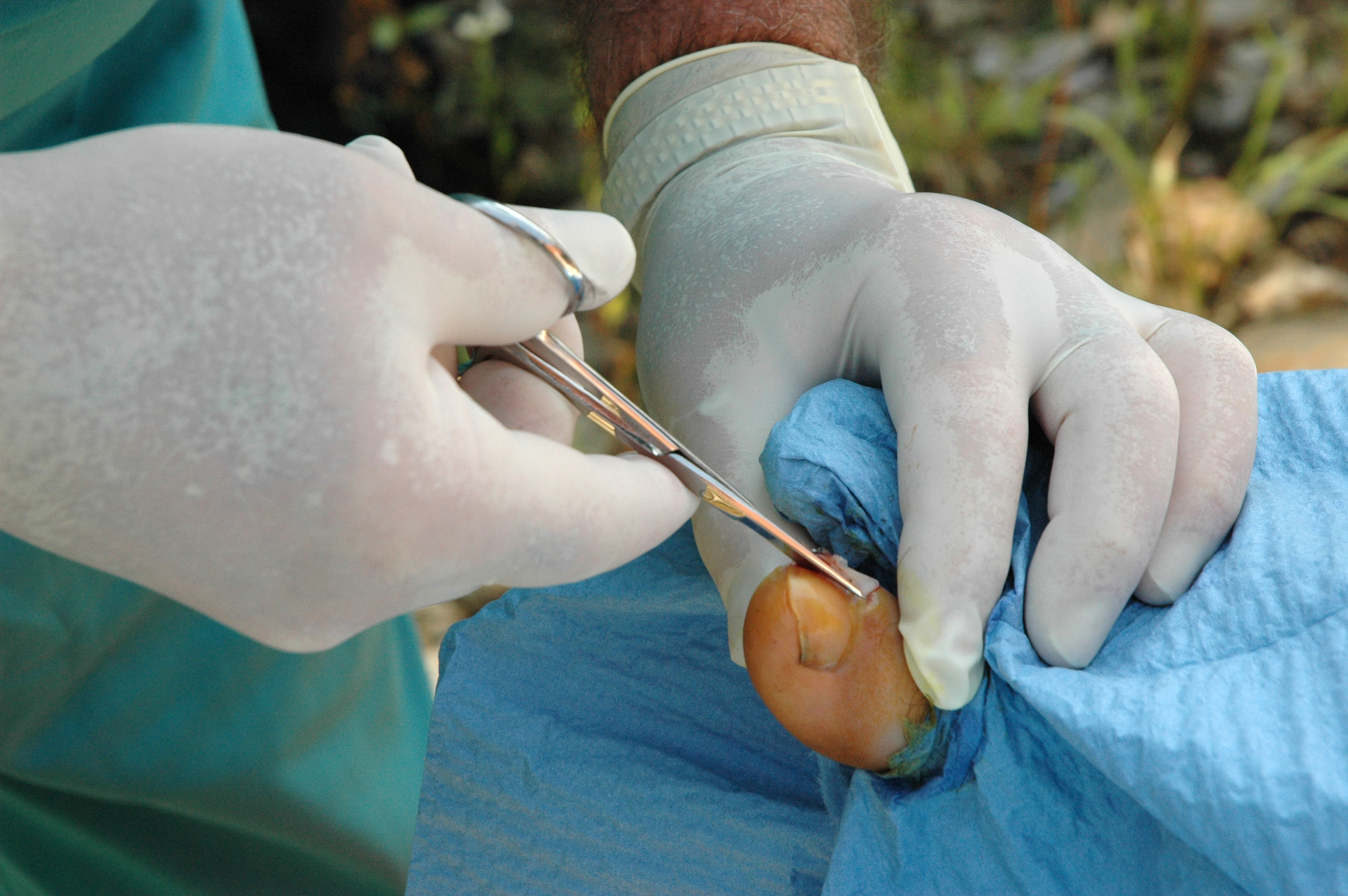
Chirurgiczne usunięcie paznokcia wrastającego

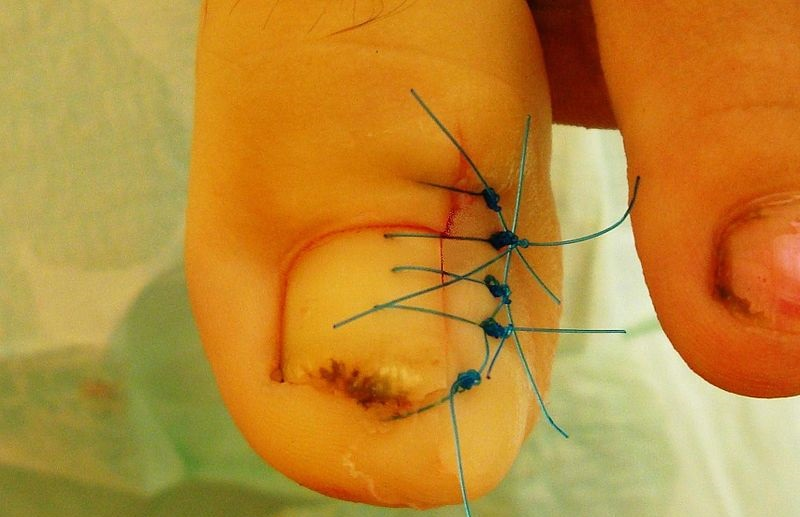
Efekt po chirurgicznym usunięciu paznokcia wrastającego

Chirurgiczne zabiegi w obrębie paznokcia wrastającego opierają się na częściowym lub całkowitym usunięciu płytki paznokciowej. Usunięcie obejmujące całą płytkę paznokciową. Charakteryzuje się niską skutecznością oraz dużą bolesnością i długim czasem rekonwalescencji, dlatego jest to zabieg coraz rzadziej stosowany. Ponadto niesie on za sobą możliwość powikłań w postaci ponownego odrastania paznokcia i jego wrastania, może prowadzić również do niezadowalających efektów kosmetycznych związanych z nieestetycznym wyglądem płytek, nieakceptowalnym dla pacjentów.
Istnieją również inne techniki chirurgicznej korekcji wrastających paznokci. Do najstarszych z nich zalicza się metodę Queenu, w której to chirurg wycina klinowo wał skórny oraz część płytki paznokciowej sięgając aż do kości. Szerokość wyciętej płytki dochodzi nawet do 4 mm. Szwy zakładane na wał i pozostałą część płytki muszą przebiegać w taki sposób, aby płytka paznokcia znalazła się ponad poziomem skóry. Jest to kluczowy warunek, od którego zależy powodzenie zabiegu i zapewnienie jego efektywności. W podobny sposób przeprowadza się zabieg metodą Frosta i Steindlera. W tym przypadku zamiast zakładania szwów stosuje się specjalne sterylne taśmy, co lepiej wpływa na przebieg gojenia oraz zapewnia lepszy efekt kosmetyczny, który jest zadowalający dla pacjenta. W chirurgicznych metodach leczenia paznokci wrastających stosuje się także odmienną od powyższych metodę według Zadika. Polega ona na usunięciu płytki, a także leżącej głębiej macierzy. Jest to zabieg obarczony najdłuższym okresem rekonwalescencji. Może on dostarczyć pacjentowi większych dolegliwości bólowych. W wyniku tego zabiegu może dojść do defektów estetycznych. Jedną z metod stosowanych do leczenia wrastania jest brzeżna resekcja płytki paznokciowej z fenolizacją macierzy. W tej technice najpierw usuwa się wąską część płytki paznokcia (3–4 mm) na całej jej długości po stronie wrastania, następnie na odsłoniętą macierz nakłada się wacik nasączony 88% roztworem fenolu, zamiennie stosuje się także inne substancje: nadtlenek azotu, azotan srebra, wodorotlenek sodu oraz kwas trichlorooctowy. Macierz może być traktowana również metodami fizycznymi za pomocą krioterapii i lasera dwutlenkowo węglowego (CO2).

### Laseroterapia
Coraz częściej w leczeniu paznokci wrastających stosuje się światło lasera. W tym rodzaju zabiegu stosuje się najczęściej laser dwutlenkowo węglowy oraz erbowo-yagowy. Podczas zabiegu dochodzi do usunięcia części wału, płytki paznokciowej oraz macierzy. Możliwe jest również usunięcie hipergranulacji. Zabiegi te stają się bardziej popularne ze względu na mniejsze dolegliwości bólowe, mały odsetek nawrotów oraz szybsze gojenie.

### Farmakoterapia
Farmakoterapia stosowana w przypadku leczenia wrastających paznokci może być miejscowa – podawana w miejsce wrastania w postaci maści lub poprzez nasączenie tamponady. Jeśli rana w wale paznokciowym nosi znamiona zakażenia może zostać włączona doustna antybiotykoterapia.

### Metody zachowawcze
Tamponowanie zaliczane jest do nieinwazyjnych metod zachowawczych. Polega na odseparowaniu wału paznokcia od płytki, co stanowi ochronę przed mechanicznym uszkodzeniem podrażnionego wału przez wrastającą płytkę. Tamponowanie polega na umieszczeniu miękkiego i cienkiego materiału opatrunkowego w przestrzeń pomiędzy paznokciem, a bocznym wałem. Do najczęściej stosowanych materiałów opatrunkowych stosowanych w tamponowaniu zalicza się fizelinę, bawełnę, opatrunek Ligasano®. Materiały te można nasączyć płynami łagodzącymi stan zapalny, gojącymi lub dezynfekującymi. Tamponada sprawdza się także w przypadku wysięku. Stosowana jest również, kiedy wały paznokcia mocno przylegają do płytki, znacznie zwężając przestrzeń pomiędzy tymi strukturami. Zastosowanie tamponady stopniowo poszerzy miejsce w wale paznokciowym. Tamponowanie trzeba przeprowadzać także jako uzupełnienie przy aplikacji klamer ortonyksyjnych w celu ochrony wałów paznokciowych. Zalecana jest także do samodzielnego stosowania przez pacjentów.

### Rurki Sulci-Protector
Są to rurki wykonane z tworzywa o różnych grubościach. Z jednej strony rurka jest przecięta na całej długości, co umożliwia wsunięcie jej na brzeg paznokcia. Rurka izoluje wał paznokciowy od płytki paznokcia. Ich stosowanie przynosi rezultaty w przypadku źle obciętych paznokci, ponieważ zapobiega zmianie kierunku wzrastającemu paznokciu. Rurki zalecane są również dla osób, które nie radzą sobie z założeniem tamponady np. u osób w podeszłym wieku. Nie można stosować ich w przypadku wysięku oraz przy nasilonym bólu.

### Taping
Taśmowanie jest metodą uzupełniającą do innych metod terapeutycznych korekcji wrastających paznokci. Samodzielnie może przynosić efekty tylko w początkowych fazach wrastania. Metoda ta polega na odwodzeniu tkanki wału paznokciowego od płytki paznokcia. Taping jest jednak dosyć mało popularny i rzadko stosowany w leczeniu tego schorzenia.

### Terapia klamrami

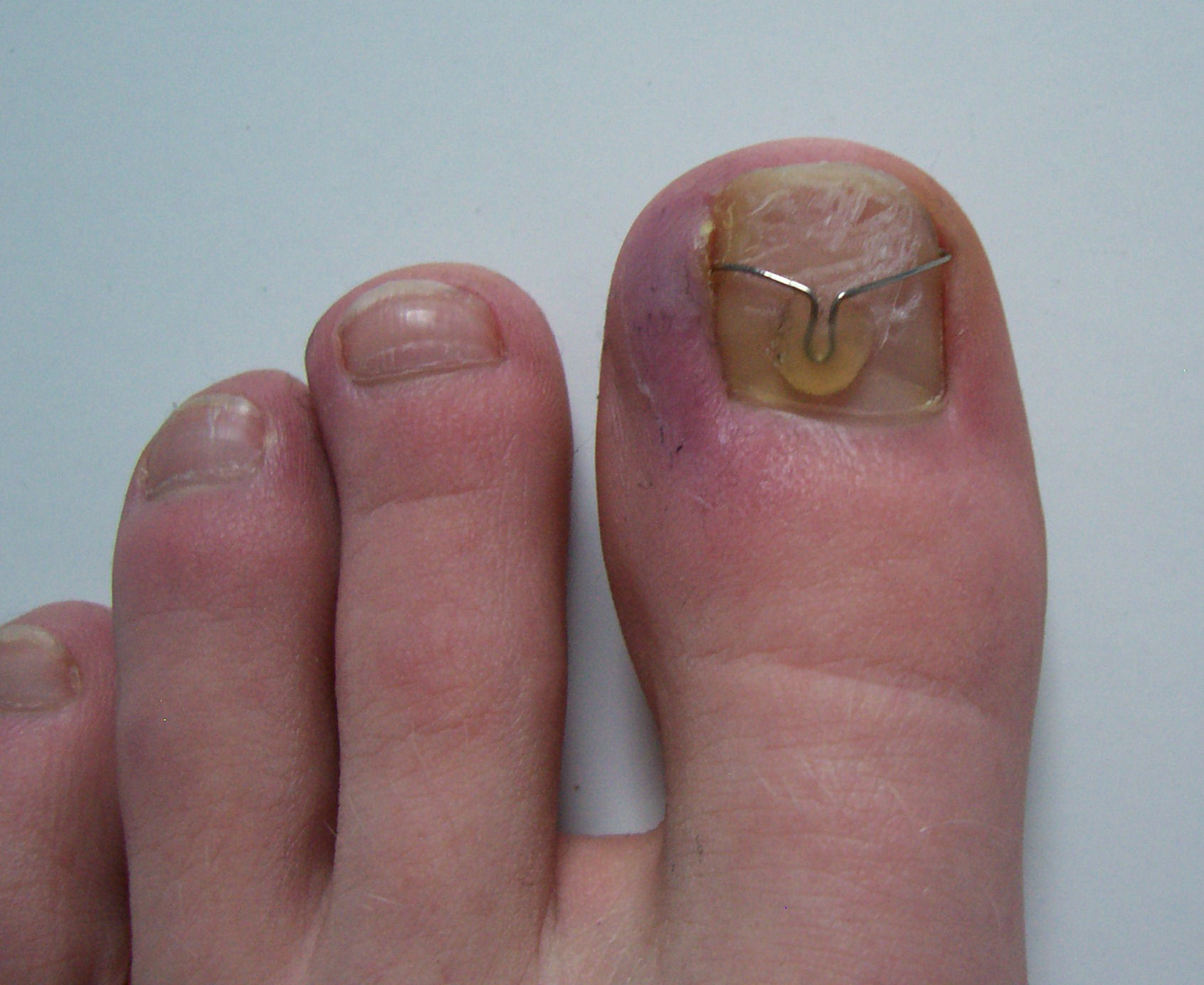
Klamra założona na wrastający paznokieć

Ortonyksja (gr. orthonyxie; ortho – prosto, onyx – paznokieć) – to technika podologiczna stosowana w przypadku paznokci wrastających oraz wkręcających. Jest metodą korekcji paznokci polegającą na uniesieniu brzegów paznokcia i zmianie kierunku jego wzrostu w przypadku wrastania. Po raz pierwszy metodę tę opisał w 1946 roku dr William Mathias Scholl. Do prostowania paznokcia używał on wówczas metalowej sprężyny wykonanej ze srebra sterlingowego. Na przestrzeni lat ortonyksja uległa znacznemu postępowi. Obecnie w terapii wrastających paznokci stosuje się kilkanaście rodzajów klamer. 
Można klasyfikować je ze względu na zasadę działania: dźwigni (np. klamra Frasera), sprężyny i szynowania. Klasyfikacja może opierać się na metodzie aplikacji klamry:
- klamry klejone (BS i BS Quick, Goldstadt, Onyclip)
- klamry mocowane za pomocą haczyków pod paznokciem (klamraFrasera, VHO, ETO, Ora).

Stosuje się również podział ze względu na rodzaj materiału, z którego klamra została wykonana: 
- klamry plastikowe – BS, BS Quick,
- metalowe lub powlekane metalem szlachetnym: Frasera, Goldstadtspnge, Ora, VHO Osthold, 3TO, E-klamra, Ortogrip
- klamry z materiałów łączonych-Onyclip, Podofix,CombiPed,

Do głównych cech klamer zalicza się: natychmiastowe znoszenie dolegliwości bólowych, bezpieczeństwo stosowania, nieinwazyjność. Klamry nie wyłączają pacjenta z codziennej aktywności, nie powodują bólu. Są jedną z najczęściej stosowanych metod korekcji paznokci wrastających ze względu na możliwość indywidualnego dopasowania do występującego problemu, stanu paznokcia oraz skuteczności terapii.